# گور امیر
گور امیر آرامگاه امیر‌ تیمور‌ گورکانی، نخستین پادشاه امپراتوری تیموری و مؤسس این سلسله که در بیشتر سرزمین‌های آسیا حکومت کرد، می‌باشد. گور امیر در سمرقند، ازبکستان واقع شده‌است و معماری این بنا شیوه آذری می‌باشد که به دست معماری به نام محمد بن محمود اصفهانی ساخته شده‌است. این بنا در سال ۸۰۷ هجری احداث شد. گنبد و بارگاه این بنا با کاشی‌کاری ایرانی مزین است. قرار بود این مقبره یادبود در وسط مجتمع مدرسه و خانقاهی که تیمور دستور ساخت آن را برای بزرگداشت برادرزاده محبوبش، محمد سلطان، متوفی در سال ۱۴۰۳ داده بود قرار گیرد. تیمور کارهای ساختمانی این بنا را تا زمان مرگش در سال ۱۴۰۵ زیر نظر داشت. در این زمان بنا به صورت یک مقبره خانوادگی درآمد که سلاطین تیموری در آن دفن شده‌اند.

## نگارخانه

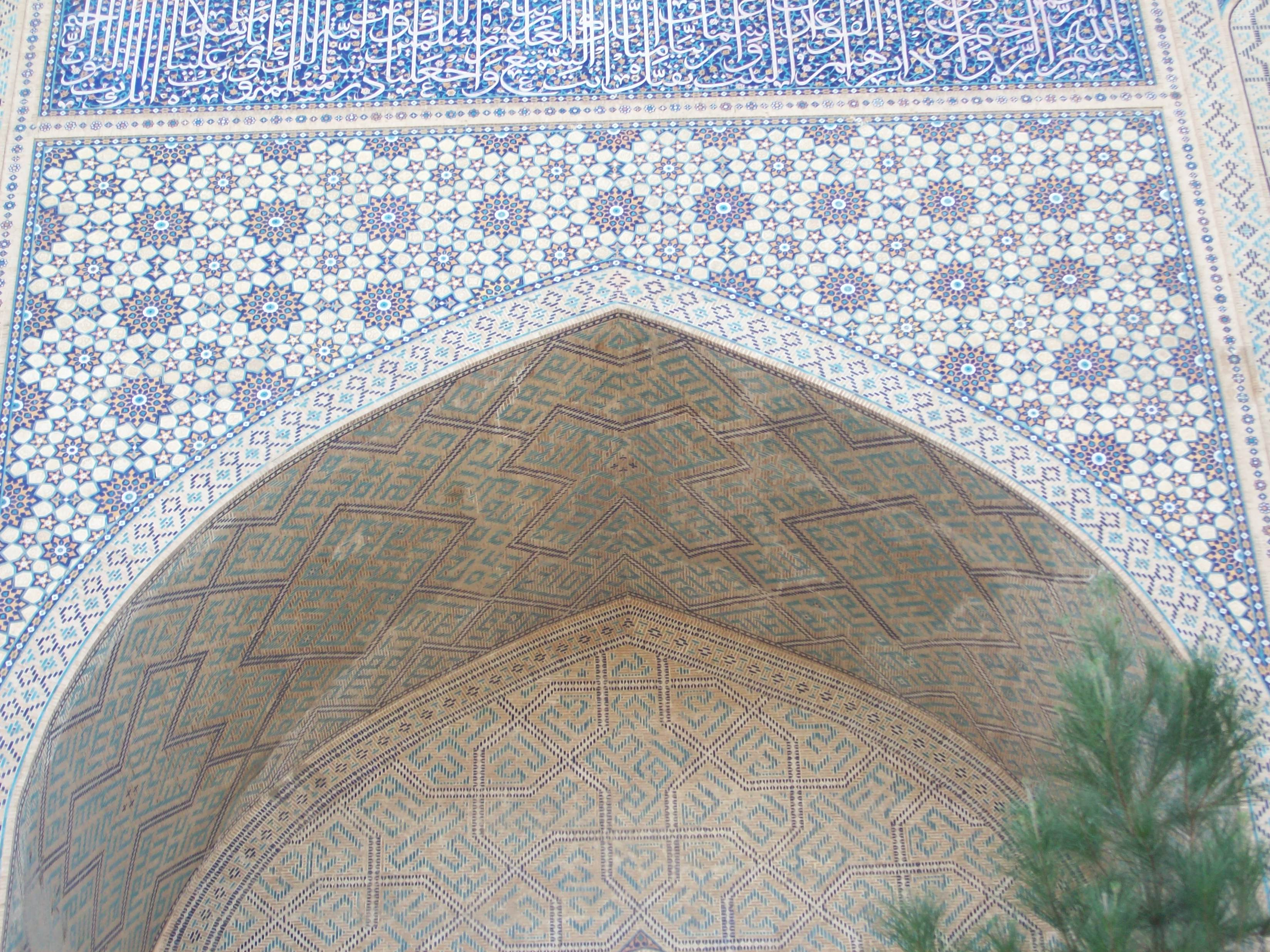
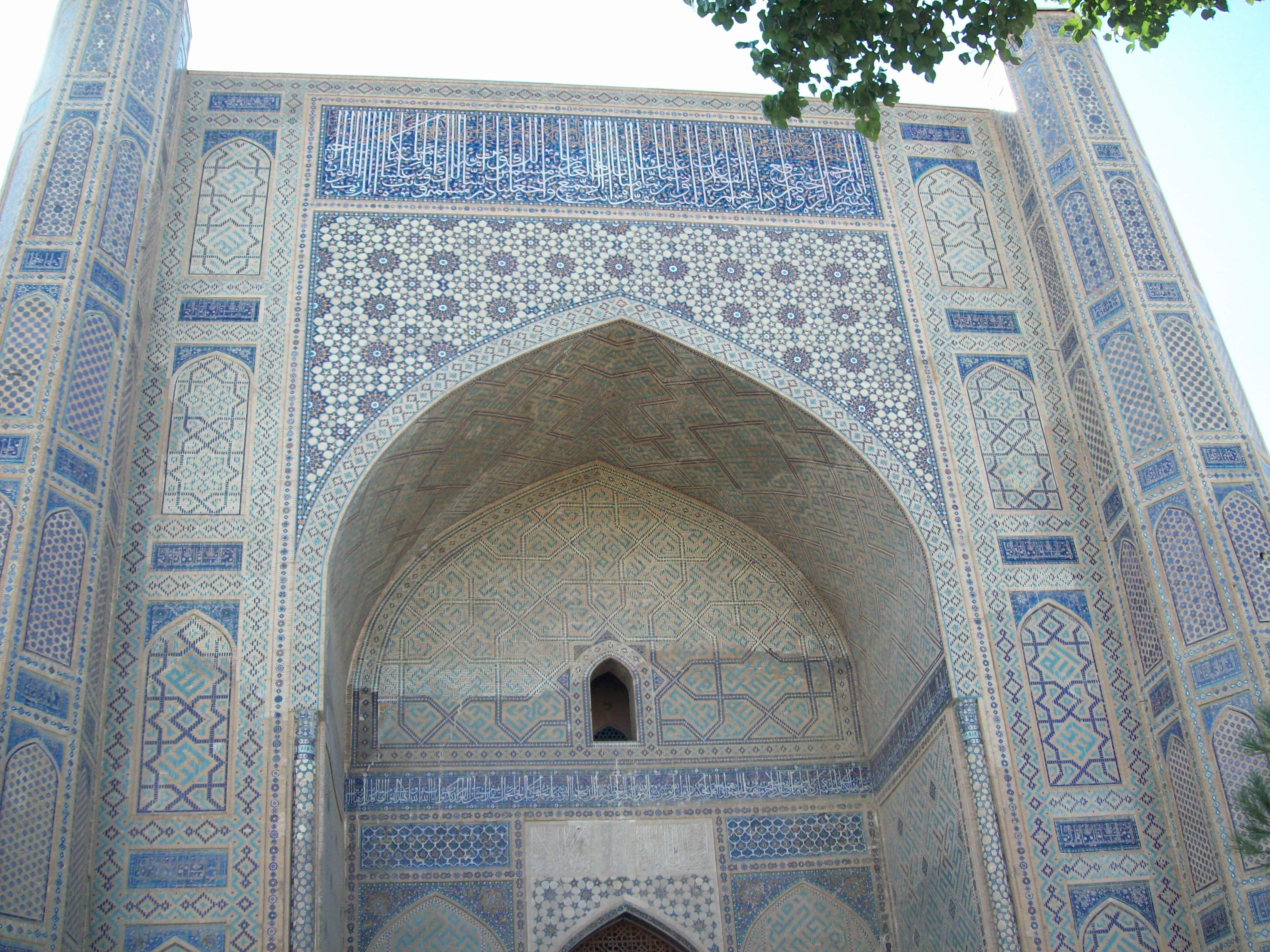
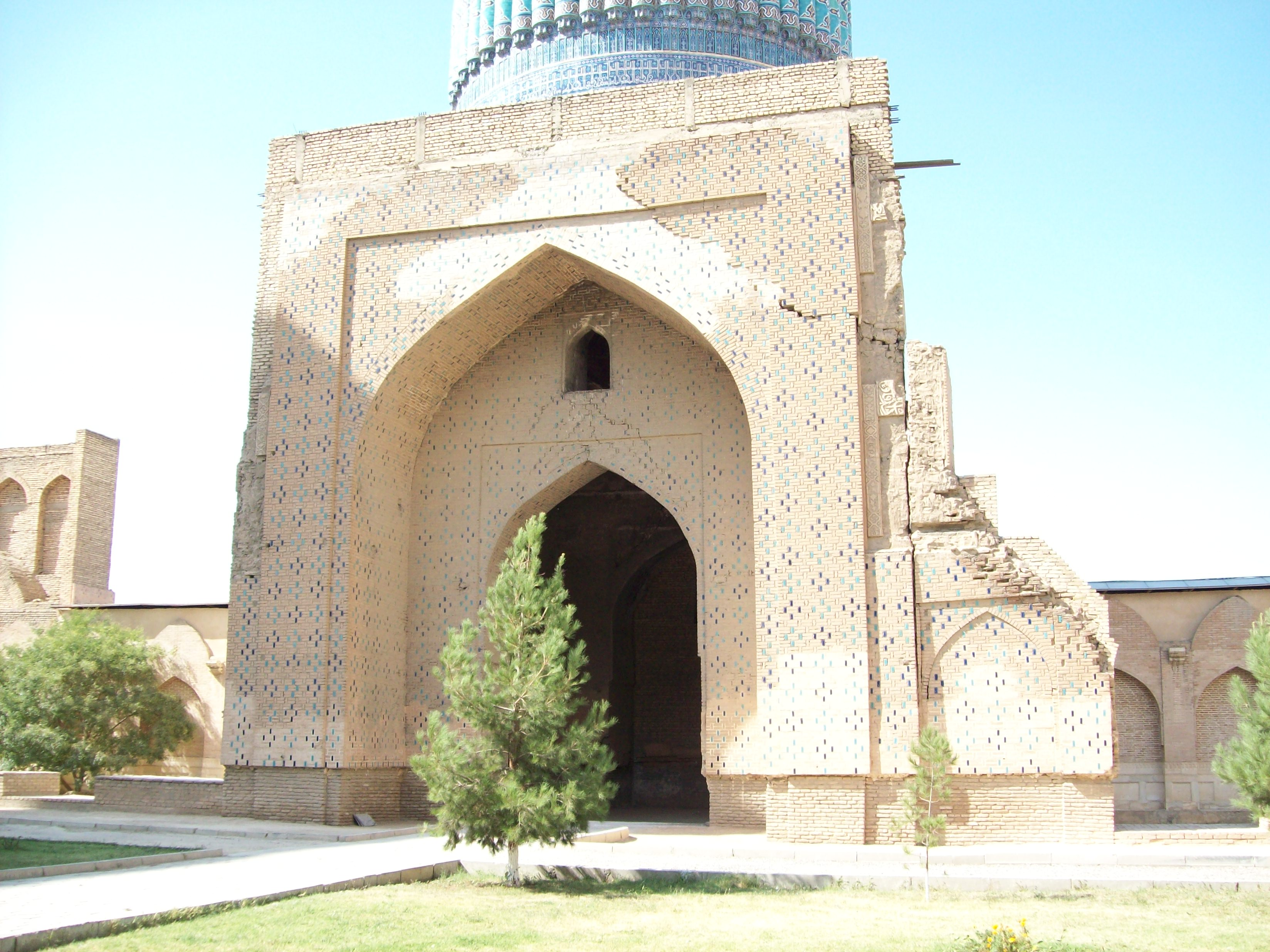
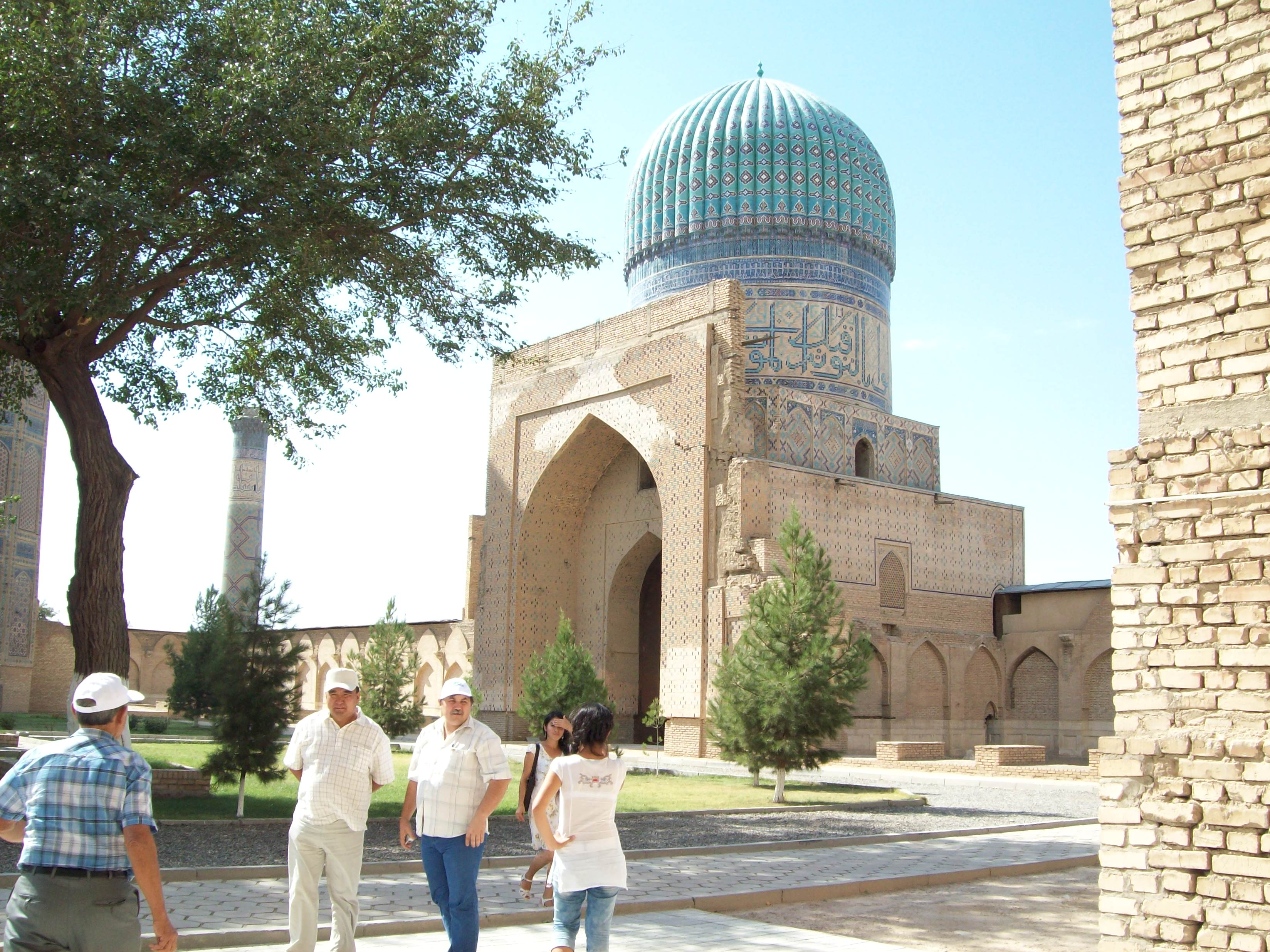
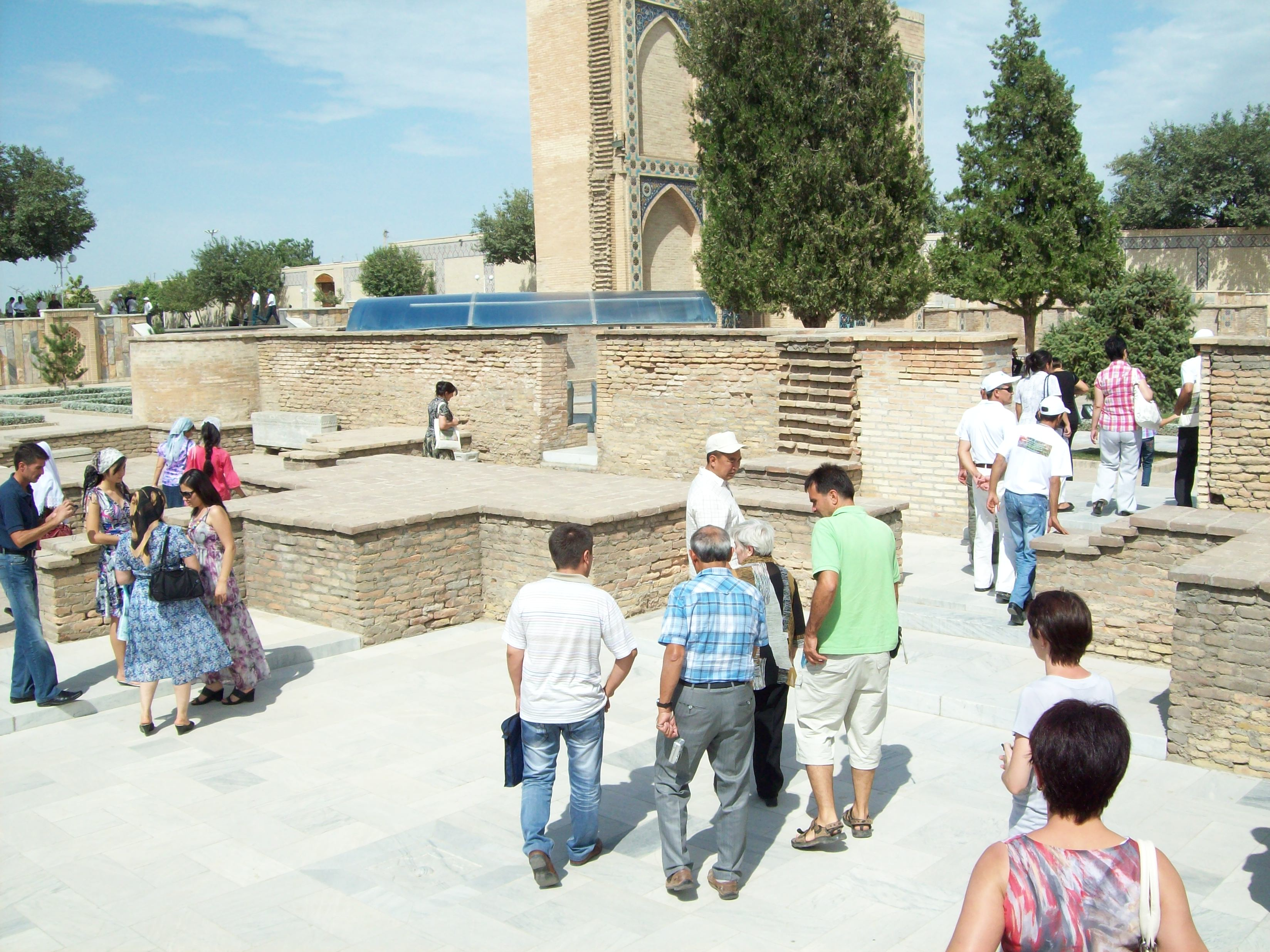
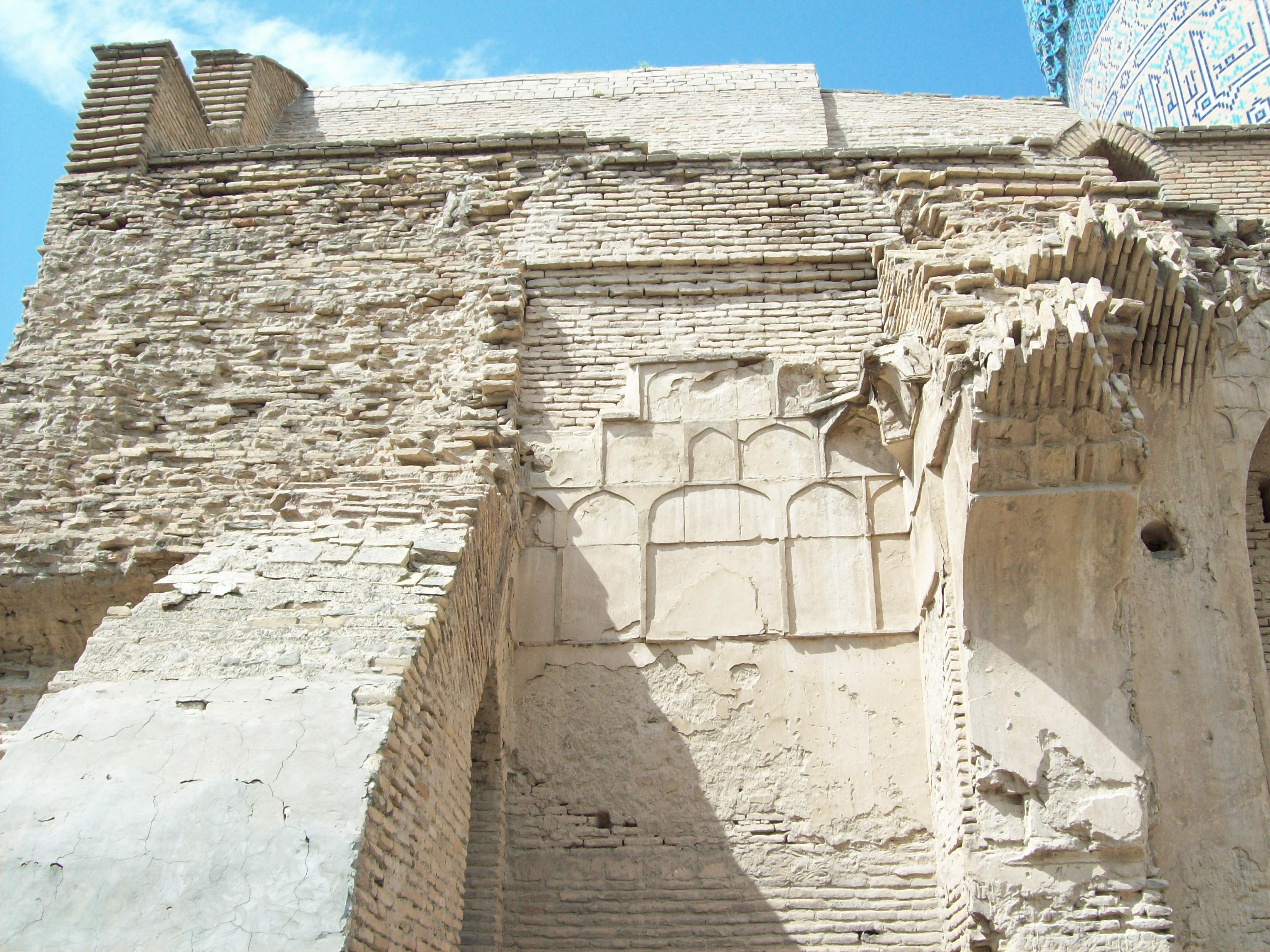
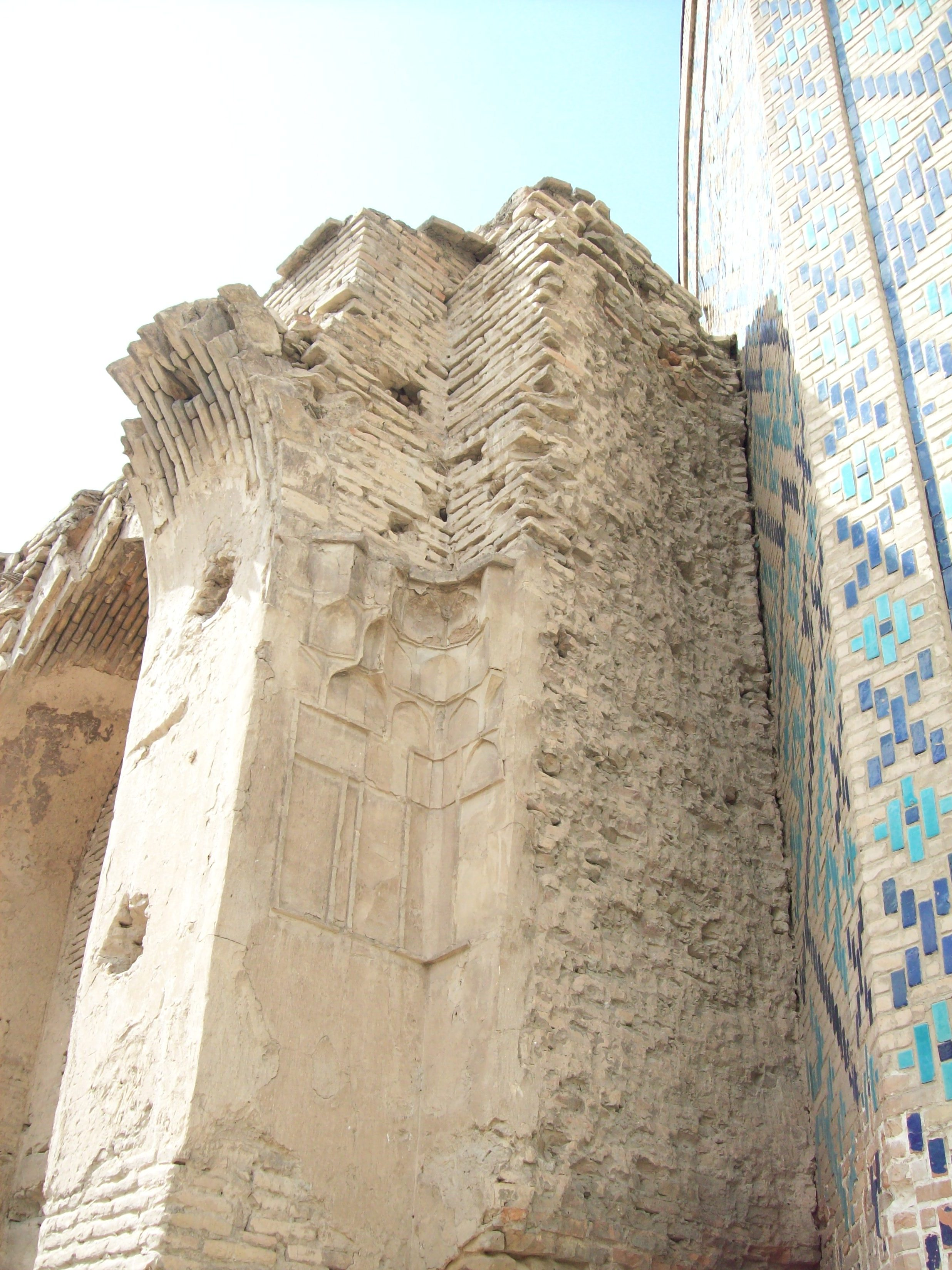
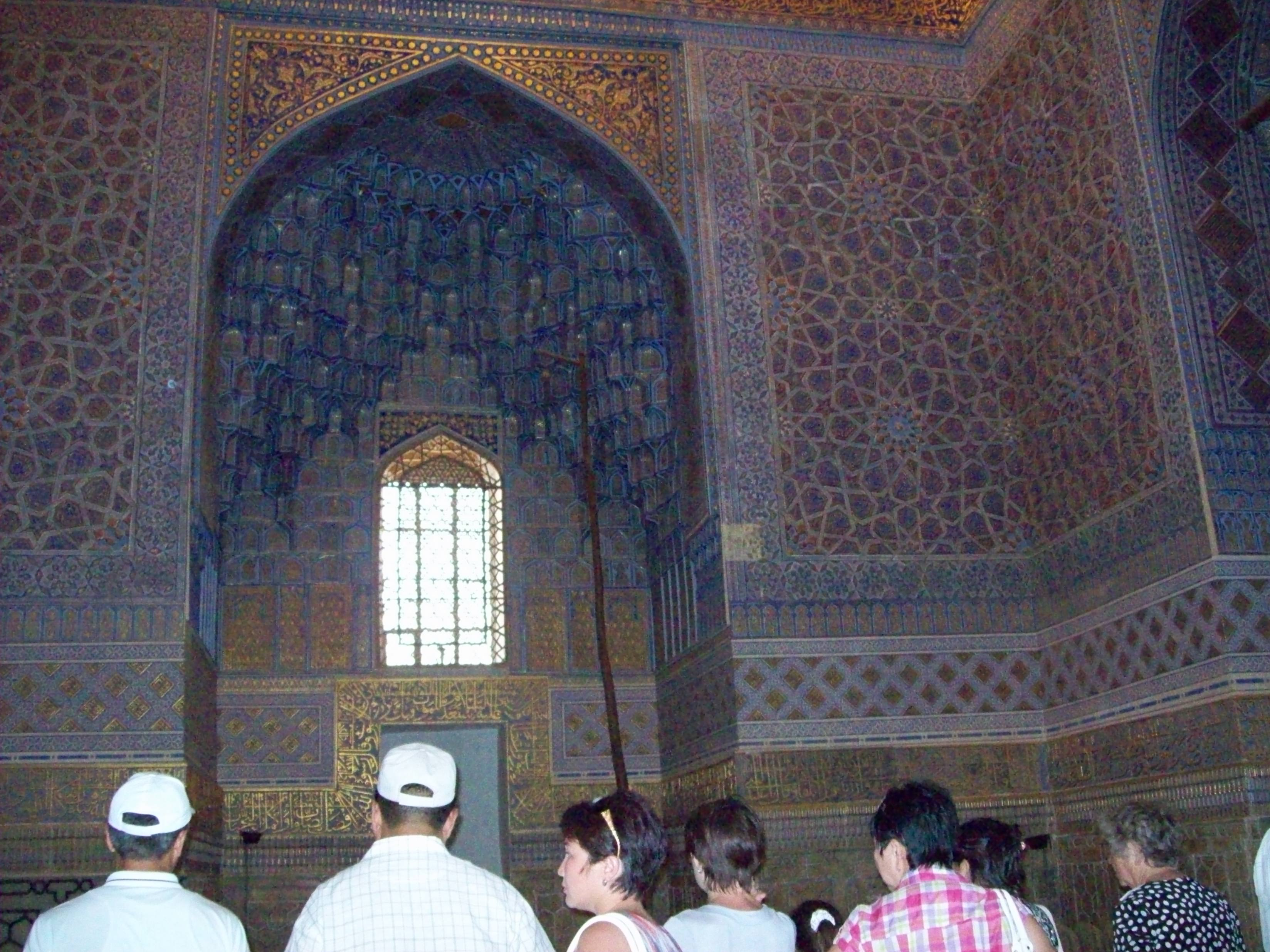
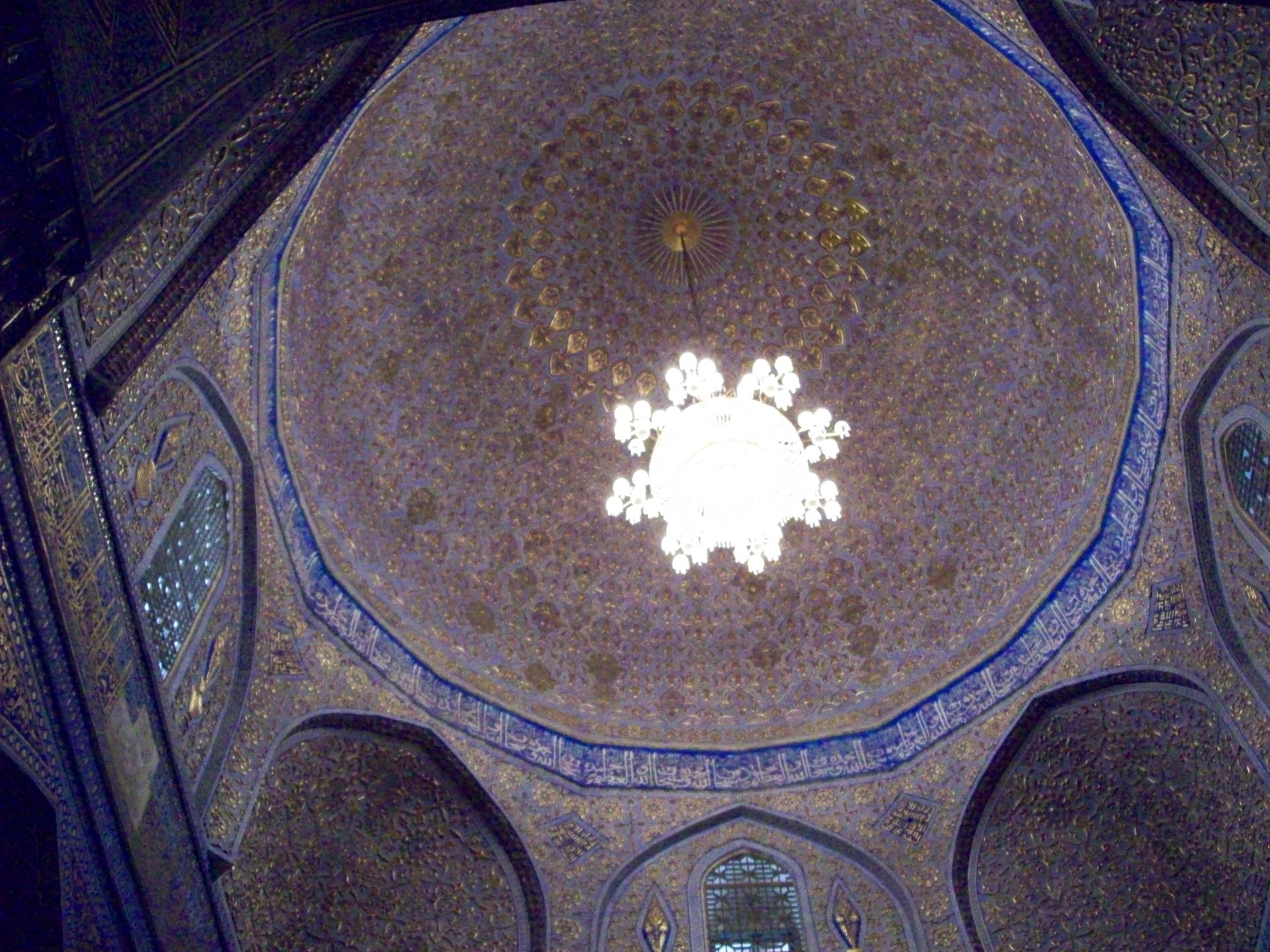
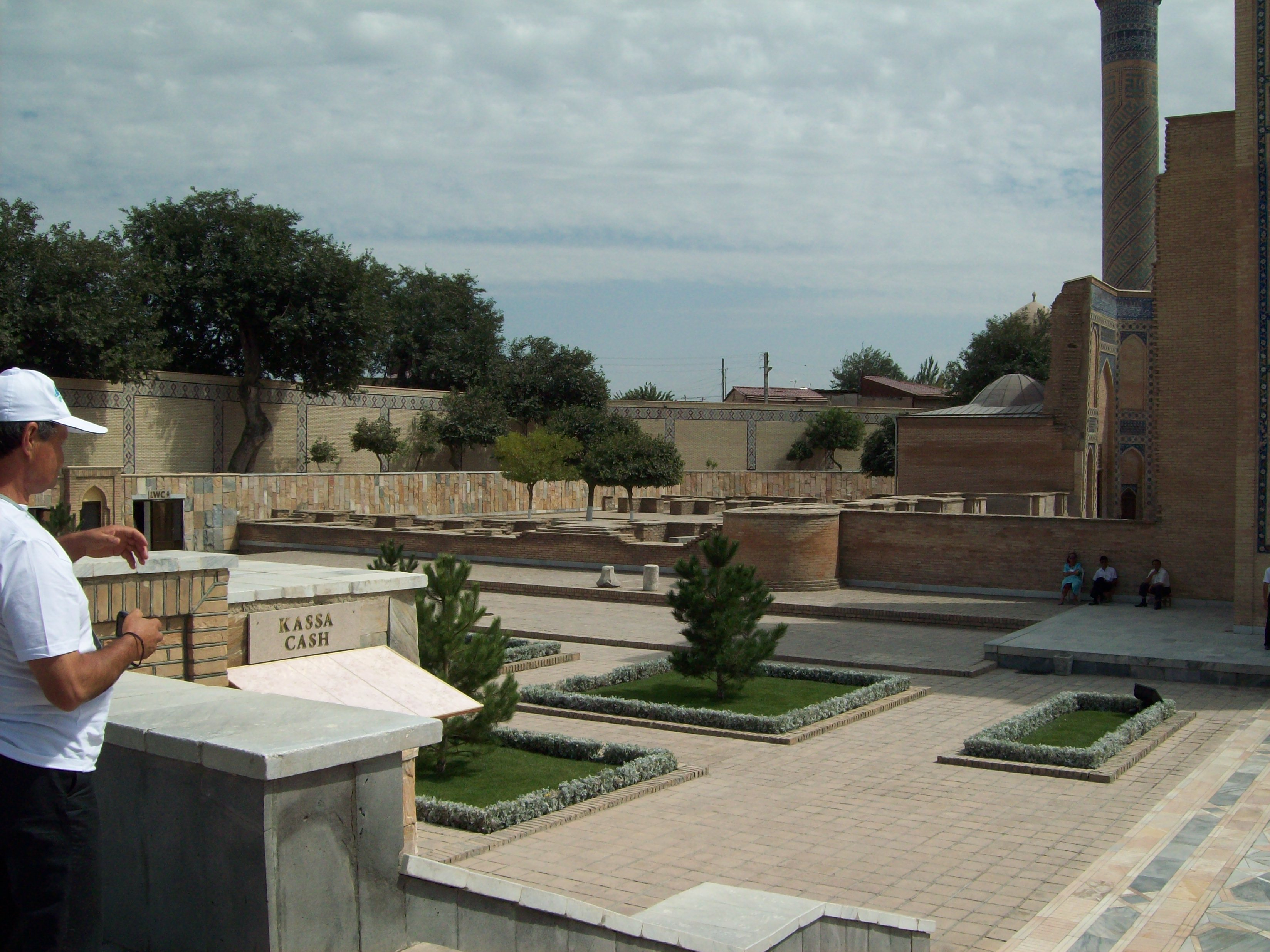
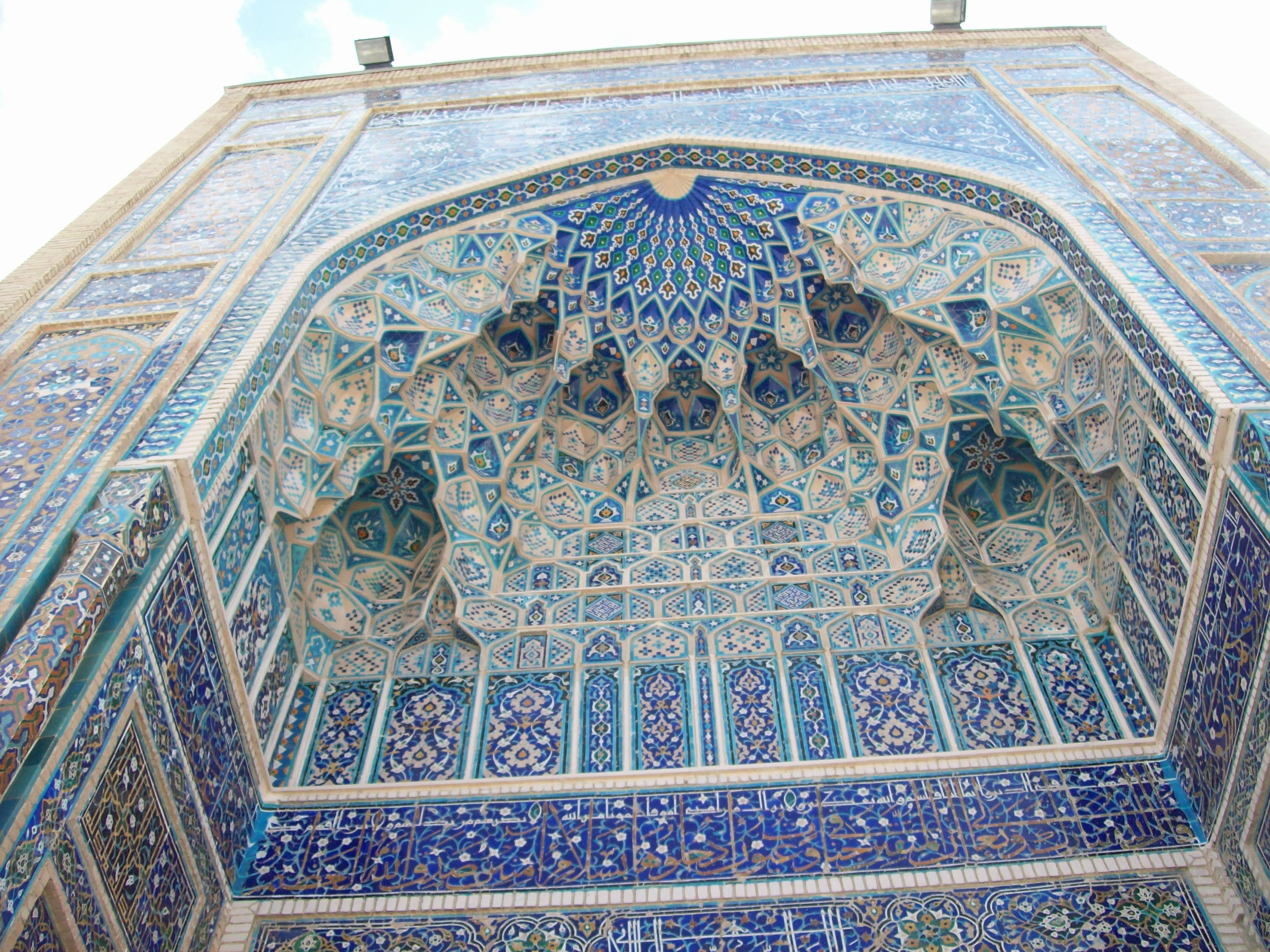
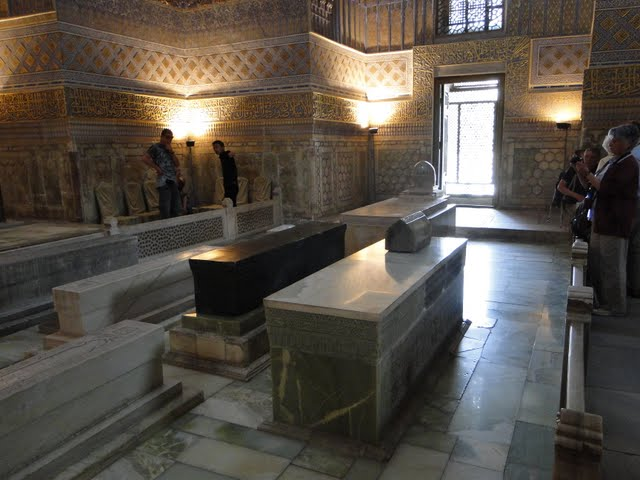